# Spock (Star Trek)
Pour les articles homonymes, voir Spock.
Spock — également appelé Monsieur Spock — est un personnage de fiction créé par Gene Roddenberry dans la série télévisée américaine Star Trek en 1966.

## Biographie fictive

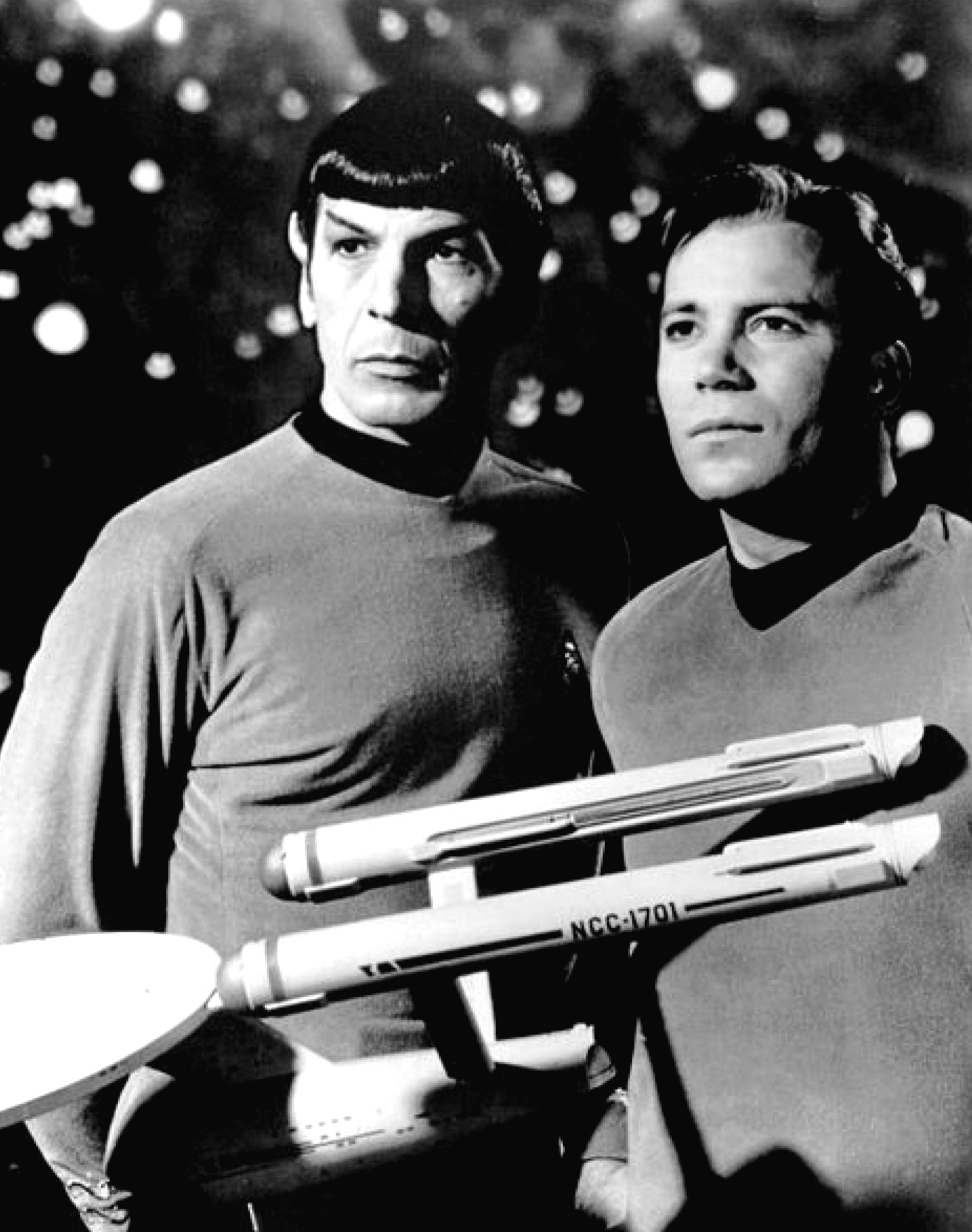
Photo de Leonard Nimoy et William Shatner dans les rôles de M. Spock et du capitaine Kirk.

Spock, qu'on peut aussi appeler Monsieur Spock du fait de son prénom ("S’Chn T’Gai") difficilement prononçable, naît le 6 janvier 2230 sur la planète Vulcain. Son lieu de naissance est une cave située à Shi'Kahr, une ville localisée à la périphérie d'une région désertique nommée la Forge de Vulcain. Sa mère, Amanda Grayson, est institutrice et humaine, son père quant à lui, Sarek, est un scientifique et diplomate vulcain renommé. Sa famille aisée s'avère rattachée à la Terre : Sarek, en sa qualité d'ambassadeur, entretient des liens avec la Terre et même la Fédération, le brassage interracial dont ont fait l'objet les parents de Spock le rend ainsi mi-homme mi-vulcain, et son arrière-grand-père n'est autre que Solkar, celui ayant pour la première fois établi le contact avec les humains en 2063.
Durant son enfance, il vit un certain temps avec son demi-frère Sybok, issu d'une autre liaison maritale de Sarek ; rejetant la philosophie vulcaine de la logique, il quittera Vulcain alors que Spock sera encore jeune à la recherche d'un supposé lieu dans la galaxie censé être l'incarnation du paradis, Sha Ka Ree. L'orpheline Michael Burnham fut aussi accueillie et éduquée par la famille de Spock, ce que ce dernier accepta mal. Leur relation demeurera toujours tendue.
En 2237, à l'âge de sept ans, il est fiancé par fusion mentale à T'Pring. Le mariage doit être célébré en 2267,,, lors du Pon Farr, mais la belle refuse cette union car elle est amoureuse de Stonn,.
Après avoir étudié à l'Académie des Sciences de Vulcain, Spock s'engage à Starfleet en 2252 et sert tout d'abord sur le vaisseau NCC-1701 USS Enterprise, sous le commandement du capitaine Christopher Pike. D'abord cadet, il gravit tous les échelons jusqu'à celui d'officier scientifique durant les onze années passées aux côtés de Pike.
Il devient ensuite commandant en second, sous les ordres du capitaine James T. Kirk. Il occupera une place primordiale tout au long de cette mission, qui se déroule de 2265 à 2270. Spock sera un membre emblématique de l'équipage du vaisseau ; il sauvera celui-ci ainsi que l'Enterprise à diverses reprises et vivra de nombreuses aventures en compagnie du capitaine Kirk et du docteur Leonard McCoy, entre autres.
Après la mission de cinq ans, il se retire sur Vulcain, mais sort de sa retraite pour combattre V'Ger en 2271. En 2276, l'Enterprise est retiré du service actif et transformé en vaisseau d'entraînement. Spock en devient le capitaine.
En 2285, il est relevé de son commandement pendant la crise Genesis quand l'amiral James T. Kirk prend le commandement pour combattre Khan Noonien Singh. Pendant cette mission, Spock est tué en entrant, sans protection, dans une chambre d'antimatière pour permettre aux moteurs à distorsion de fonctionner afin d'échapper à une forte explosion qui crée la planète Genesis. Mort, il revient à la vie avec le projet Genesis et au transfert de son esprit dans celui d'un autre membre de l'équipage, le docteur Leonard McCoy.
L'équipage ayant perdu l'USS Enterprise sur Genesis et étant devenus des déserteurs de la Fédération, il utilisent l'Oiseau de proie dérobé aux Klingon pour retourner dans le passé grâce aux facultés de calcul de Spock et se retrouvent à San Francisco dans les années 1980. De retour en 2286, l'équipage finit par être jugé pour ses actions précédentes, mais est pardonné pour avoir sauvé la Terre. Kirk est dégradé de son statut d'Amiral pour redevenir Capitaine. Un nouveau vaisseau lui est confié. Il s'agit d'une seconde version de l'Enterprise (NCC-1701-A) remise à neuf. L'équipage repart pour une nouvelle mission.
En 2287, Sybok s'empare de l’Enterprise-A. Agissant en véritable messie, celui-ci oblige l'équipage à traverser la grande barrière spatiale afin de gagner le centre de l'Univers dans le but de découvrir Dieu.
En 2293, à la suite de la destruction de la lune klingonne de Praxis, l'Empire Klingon recherche la paix avec la Fédération des planètes unies. Starfleet envoie l'USS Enterprise-A rencontrer le chancelier klingon Gorkon et l'escorter aux négociations sur Terre. Mais Kirk et McCoy sont jugés pour l'assassinat de Gorkon. Ils sont reconnus coupables et condamnés à la réclusion à perpétuité sur le planétoïde gelé Rura Penthe. Kirk et McCoy s'en échappent et sont téléportés à bord de l'Enterprise par le capitaine Spock, qui avait pris le commandement et entrepris une enquête en l'absence de Kirk. Spock apprend qu'une cabale d'officiers de la Fédération, Klingons et Romuliens a conspiré pour saboter les pourparlers de paix. Se précipitant vers Khitomer, le lieu des pourparlers de paix, l'équipage contrecarre une tentative d'assassinat contre le président de la Fédération. L'Enterprise retourne sur Terre pour être déclassée. Kirk décide d'embarquer son navire pour une dernière croisière et note dans son journal qu'un nouveau navire et un nouvel équipage poursuivront leur héritage.
À partir de 2295, il se tourne vers une carrière de diplomate pour devenir, comme son père, ambassadeur. Quelques années plus tard, il se marie,.
Spock révèle qu'il est devenu le père d'un fils prisonnier dans le passé, sur la planète Sarpeidon, maintenant disparue. Utilisant le gardien de l'éternité, Spock voyage dans le passé pour sauver son fils, nommé Zar. Cependant, celui-ci repart vers le passé après avoir aidé Spock à défaire un complot romulien.
En 2387, âgé de 157 ans, il est toujours ambassadeur. Vivant auprès des Romuliens, il tente de sauver leur monde, dont un soleil menace de se changer en supernova et se diriger vers la planète. L'Académie des Sciences de Vulcain donne naissance à la matière rouge, une matière capable de créer un trou noir afin d'absorber la supernova. Mais Spock arrive trop tard et ne peut empêcher la destruction de Romulus. Il éjecta tout de même la matière rouge dans la supernova. Ce fut un succès, mais le vaisseau de Spock est pris dans le champ gravitationnel du trou noir et renvoyé vers le passé en 2258. Nero, un survivant romulien rempli d'une haine féroce contre Spock, le poursuit ; son vaisseau, le Narada, arrive quant à lui 25 ans plus tôt en 2233 (son incursion à cette époque provoquant la création d'une ligne temporelle alternative, surnommée la Timeline Kelvin introduite dans le film Star Trek de 2009). Tenant Spock pour responsable de la destruction de Romulus et la mort de sa femme enceinte, il le capture puis l'abandonne sur Delta Vega, une planète de glace située dans le système vulcain. Spock ne peut empêcher son ennemi de se venger : Nero le rend malheureusement témoin de la destruction de Vulcain.
Vivant reclus tel un ermite, Spock fait alors la connaissance d'un jeune homme ressemblant au James Tiberius Kirk qu'il a connu, lui-même s'étant fait déporter sur la même planète et exclure de l'Enterprise par le Spock de cette nouvelle nouvelle réalité. Le vieillard lui apprend ainsi qu'il vient d'une autre temporalité et effectue sur Kirk une fusion d'esprits. Plus tard, tandis que Spock se rend sur Terre, il y rencontre son alter ego, à la suite de la mission de l'Enterprise ayant mis hors d'état de nuire Nero qui souhaitait également anéantir la Terre. Une discussion émouvante s'ensuit, et les deux se quittent pendant que le Spock de la Timeline principale part donc avec les survivants de son monde fonder New Vulcan, afin de faire perdurer la civilisation qui l'a vu naître. Il n'aura plus qu'un autre échange avec Spock de la Timeline Kelvin quelques années après. Spock meurt en 2263 à l'âge de 162 ans. Il cèdera notamment à son double une photographie de l'équipe originelle de l'Enterprise.

## Description

### Physique
D'une couleur de peau jaune-brun, Spock est surtout reconnaissable à ses longues oreilles pointues, ses sourcils droits surélevés à leur extrémité et sa coupe au bol, trois particularités de son ethnie. Dans l'Univers Miroir, Spock porte également un bouc.
Spock mesurerait 1,85 m et pèserait près de 81 kg. Son apparence humanoïde diffère peu de celle des humains mais mis à part ses oreilles, on peut le distinguer grâce à son anatomie, (sang de couleur verte, cœur placé non pas dans le thorax mais vers l'abdomen à la place du foie chez les humains, forte corpulence, haute tolérance à la chaleur et à la douleur, présence d'une paupière intérieure le protégeant des rayonnements lumineux intenses), des caractéristiques métaboliques (fait de pouvoir rester plusieurs semaines sans dormir, phénomène du Pon Farr), des traits de personnalité particuliers étant des caractères communs aux membres de son espèce.

### Personnalité
Mi-humain, mi-vulcain, Spock est un personnage torturé par un conflit mental entre la raison et la logique de sa moitié vulcaine et les émotions et intuitions de sa moitié humaine. Il tente à tout prix d'être un Vulcain parfait, n'agissant que par logique et pouvant contrôler ses émotions. Mais son côté humain, qui l'effraie et le fascine à la fois, resurgit constamment, donnant lieu à des scènes parfois dures, parfois cocasses.
Contrairement à Data, son « équivalent » cybernétique dans la série Star Trek : La Nouvelle Génération, qui souhaite ardemment ressentir des émotions humaines, Spock tente de les refouler. Cette attitude provoque l'incompréhension mais aussi l'amusement du docteur Leonard « Bones » McCoy : les joutes verbales des deux hommes sont fameuses et ponctuent bon nombre d'épisodes. Malgré leurs différends, les deux hommes sont vraiment amis. Spock est également très lié avec son capitaine, James Kirk.
Conformément aux coutumes de sa race, il ne jure que par la logique et la rationalité ; sa manière de voir le monde ne dépend que de son point de vue analytique et il écartera systématiquement ses émotions. Il évitera le plus possible de les exprimer, affichant constamment un visage froid et placide qui ne laisse transparaître aucun des sentiments qui pourtant tourmentent son esprit. Cela ne veut pas dire pour autant qu'il n'est pas capable de les exprimer : en effet le côté émotionnel du personnage nous est exceptionnellement montré à de rares occasion, mais uniquement dans des circonstances uniques où il n'est plus maître de lui-même.
Ses relations avec son père sont plutôt froides : Sarek n'a jamais accepté de voir son fils entrer à Starfleet au lieu de l'Académie des Sciences de Vulcain. Concernant sa mère, on peut parler d'un amour en apparence non réciproque puisqu'Amanda donnera la plupart du temps un amour inconditionnel à son fils qui ne lui rendra pas.
Parmi ses loisirs favoris, on citera la pratique du luth vulcain (instrument de musique inventé dans cette fiction). À l'occasion, il chante en même temps ou accompagne d'autres membres de l'équipage. Dans l'épisode Requiem pour Mathusalem, il se révèle en outre un pianiste émérite, capable d'interpréter à première lecture une partition inédite et, qui plus est, manuscrite. La pratique des échecs tridimensionnels est également une discipline dans laquelle il excelle. Les connaissances de Spock sont très étendues, autant dans les domaines de la physique et des sciences naturelles, des arts ou encore de tout ce qui se rapporte à l'espèce humaine pour laquelle il se passionne.
Dans la série, Spock a souvent recours à l'une de ses expressions favorites : "Fascinant !" ("Fascinating!" en anglais) lorsqu’il est étonné par quelque chose. Par habitude liée à sa culture vulcaine, il souligne également le caractère de quelque chose qu'il perçoit comme illogique ("[C'est] illogique.", "[Highly] illogical." en anglais),. En signe d'adieu, lui ou d'autres vulcains peuvent être amenés à dire : "Longue vie et prospérité" ("Live long and prosper"), cette phrase étant généralement accompagnée du signe vulcain (paume de la main tournée vers l'interlocuteur, index et majeur collés d'un coté et auriculaire et annulaire de l'autre).

### Pouvoirs
De par sa condition physiologique et ses capacités semi-vulcaines, Spock est globalement considéré comme génétiquement supérieur comparé à l'Humain type.
Spock a un moyen de se défendre très personnel : la prise vulcaine, neutralisation non violente qui endort ses victimes par simple pression sur une partie de l'épaule, au niveau des muscle trapèze et clavicule humains. Il l'utilise la première fois dans l'épisode L'Équipage en folie.
Autre particularité : la fusion mentale vulcaine. Par pression des doigts sur un visage, Spock peut mélanger ses pensées avec celles d'une autre personne et donc lui faire partager des informations ou souvenirs, avec des capacités télépathiques développées.
Une double membrane optique, celle commune aux humanoïdes couplée à une seconde interne à l’œil, le sauve d'une cécité permanente dans l'épisode La Lumière qui tue (Operation: Annihilate!).

### Famille

#### Chronologie principale
Spock entretient de bons liens avec sa mère humaine, Amanda Grayson. À l'issue des événements sur la planète Genesis, elle accomplit elle-même le Fal-Tor-Pan, rituel sacré vulcain permettant au katra de son fils récemment ressuscité de restaurer son corps, puis accompagnera sa rééducation par la suite. Amanda décède de mort probablement naturelle (dans la période située entre le sixième film et Star Trek : La Nouvelle Génération).
Concernant son père vulcain Sarek cependant, Spock entretient avec lui une relation majoritairement froide ainsi que de nombreux désaccords depuis qu'il a choisi d'intégrer Starfleet au lieu de l'Académie des Sciences de Vulcain (ce qui ne fera que s'envenimer avec le temps et après le second mariage de son père). Au cours de Star Trek : La Nouvelle Génération, tandis que Spock s'est rendu en secret sur Romulus pour négocier une paix et un rapprochement entre son propre peuple et leurs lointains cousins, Sarek succombe fatalement du syndrome de Bendii dont il était atteint, son épouse et le capitaine Jean-Luc Picard à son chevet.
Du côté de Sarek, Spock a un demi-frère, Sybok, qu'il retrouve plus tard sur sa route (Star Trek 5 : L'Ultime Frontière).
Il a aussi un fils, Zar, prisonnier dans le passé sur la planète Sarpeidon, qu'il a eu avec Zarabeth lors de sa visite dans leurs monde et époque.

#### Chronologie alternative

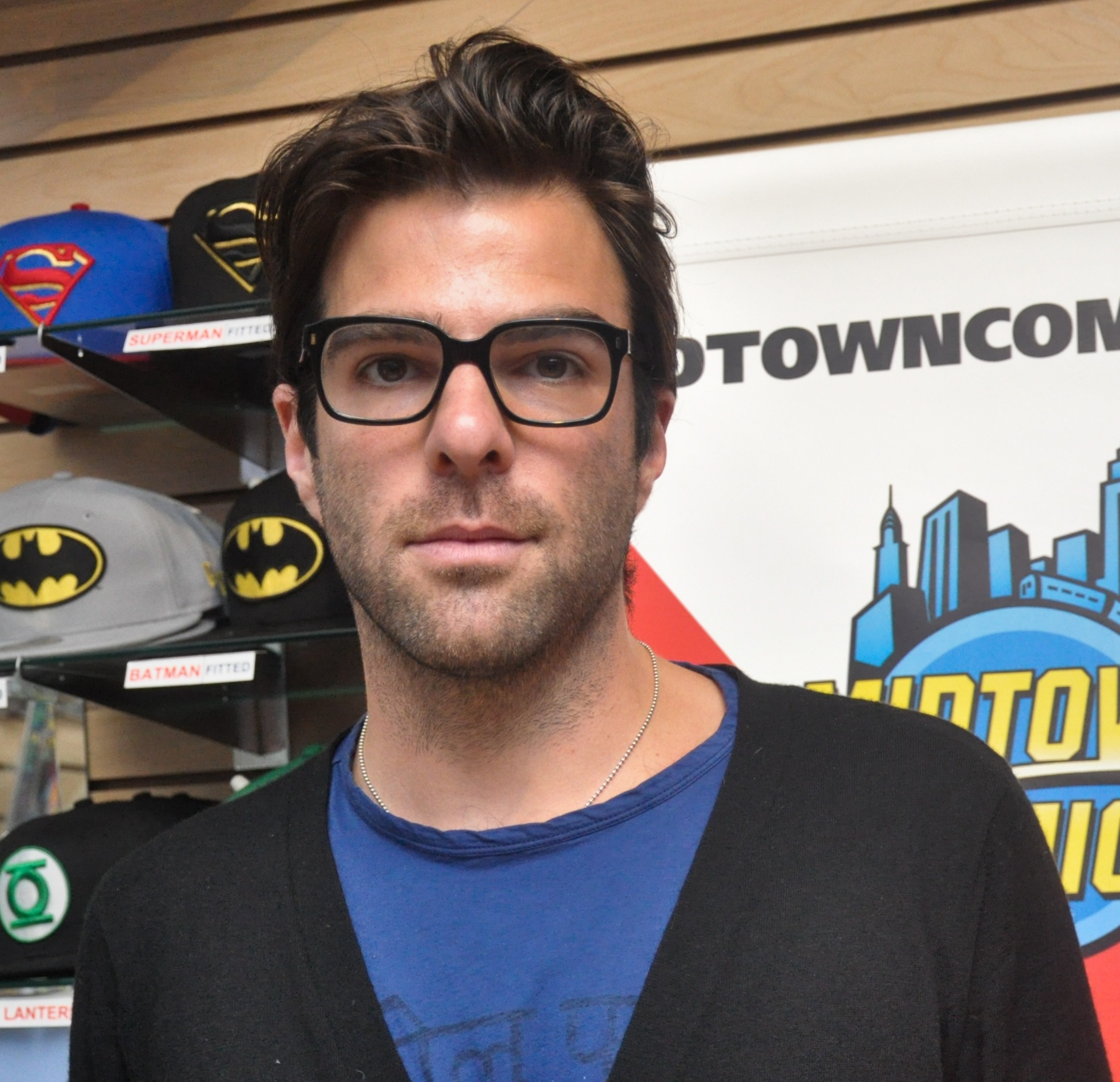
L'acteur Zachary Quinto reprend le personnage pour la trilogie produite par J.J. Abrams, et à laquelle participe aussi Leonard Nimoy.

Spock entretient de bons liens avec sa mère humaine, Amanda Grayson. Elle est ouverte aux us et coutumes vulcains, ainsi qu'une mère présente et compréhensive envers Spock qui est, à sa façon, attaché à elle et soucieux de ce qu'elle peut penser et ressentir au vu des préjugés vulcains dirigés contre eux (à cause de leurs origines humaines, ce qui amènera notamment Spock dans sa jeunesse à attaquer à mains nues un membre d'une bande plus âgée de brutes habituées à le provoquer pour lui faire perdre le contrôle de ses émotions, et qui y parvient en insultant Amanda). Ce racisme logique que le Conseil manifeste à l'encontre de sa mère sur le moment, influence d'ailleurs le choix de Spock de ne pas intégrer l'Académie des Sciences Vulcaines (ce qui était normalement prédéterminé pour lui par convention), mais d'embrasser à la place une carrière à Starfleet. Amanda décède tragiquement des années plus tard, dans la destruction de Vulcain causée par Nero (événements du film homonyme de 2009), sous les yeux impuissants des membres survivants du Conseil Vulcain, de son époux ainsi que de son fils venu en mission de sauvetage. Sa perte provoque un trouble émotionnel important chez Spock qui cède son poste de commandant intérimaire de l'USS Enterprise à James T. Kirk, qu'il aura également tabassé après que Kirk se soit sciemment servi de la mort de sa mère pour lui provoquer une réponse émotionnelle, ce afin de prouver son inaptitude à commander et prendre sa place (nécessité impérative selon l'alter ego âgé de Spock venu de l'autre réalité).
Son père vulcain Sarek, bien qu'il ait paru en désaccord concernant l'entrée à Starfleet de son fils, ne semble pas aussi en froid avec Spock que son homologue de l'autre chronologie : l'impératif des événements du premier film de cette chronologie semble plutôt favoriser leurs liens. Après la perte de sa femme et avoir assisté à la perte de contrôle de son fils sur la passerelle de l'USS Enterprise, Sarek rejoint ce dernier dans la salle de téléportation et, bien que gardant son stoïcisme vulcain, le guide et le réconforte comme le ferait son épouse humaine, l'encourageant en son nom à ne pas refouler sa colère et lui assurant que son union avec sa mère était plus motivé par l'amour que la logique.
Spock entretient un contact privilégié avec son homologue plus âgé de l'univers principal depuis leur rencontre qui suivit la victoire contre Nero (au cours de laquelle le Spock plus jeune confond brièvement son aîné avec leur père). Le Spock aîné, malgré les circonstances (la destruction de leur monde ainsi que la perte significative de population qui en résulte), l'encourage à ne pas abandonner sa carrière à Starfleet. Le Spock âgé se dévoue à œuvrer à la reconstruction de leur civilisation et à la préservation de leur culture pour la suite : dès lors, il dispense avec parcimonie ses conseils au Spock plus jeune et le guide quand il en a besoin (Star Trek Into Darkness). Il décède des années plus tard, apparemment de cause naturelle (Star Trek : Sans limites), ce qui amènera le Spock de cette chronologie à s'interroger sur lui-même.

#### Chronologie deStar Trek: Discovery
Dans Star Trek: Discovery, Spock est le fils d'Amanda Grayson et de l'ambassadeur Sarek.
Il a une sœur adoptive d'origine humaine, Michael Burnham, élevée sur Vulcain et qui sert comme lui à bord d'un vaisseau de Starfleet (Spock sur l'USS Enterprise, et Michael sur les USS Shenzhou puis USS Discovery).

### Vie sentimentale

#### Chronologie principale
Bien que Spock eut plusieurs prétendantes au cours de sa vie, peu d'entre elles auront réussi à susciter son intérêt.
À ses sept ans, Spock est promis par fusion mentale à une Vulcaine du nom de T'Pring. Cependant, la non-réciprocité de leurs sentiments empêche le mariage.
A partir de 2259, lors de son service à bord de l'USS Enterprise le commandement de Christopher Pike, il a une courte relation avec l'infirmière de bord Christine Chapel, puis avec la cheffe de la sécurité La'an Noonien-Singh.
En 2261, il rejette la déclaration de Leila Kalomi, une botaniste terrienne éprise de lui.
À l'époque de son service à bord de l'USS Enterprise durant la mission quinquennale de 2265-2270, Spock désamorce par son stoïcisme vulcain une tentative de rapprochement du lieutenant Uhura qui ne s'y reprendra plus.
Le premier officier suscite principalement l'amour (déclaré lors de la contamination de l'équipage par le virus de Psi 2000) de l'infirmière de bord Christine Chapel, bien qu'il ne semble lui témoigner aucune réciprocité en temps normal.
Le temps d'un voyage dans le passé sur la planète Sarpeidon, il s'unit à Zarabeth et lui donnera un fils, Zar.
Lors de sa résurrection sur la planète Genesis, le sous-lieutenant Saavik (dont Spock fut le mentor) l'aide à franchir (à nouveau) son premier Pon farr.

#### Chronologie alternative
Dans la chronologie alternative, Spock vit une relation de couple avec Nyota Uhura depuis l'époque où il est devenu l'un de ses instructeurs à l'Académie de Starfleet. Lors des événements qui précèdent la destruction de Vulcain causée par Nero, les cadets sont réquisitionnés et affectés aux vaisseaux disponibles : alors qu'Uhura était originellement affectée à l'USS Farragut (contrairement à son désir légitime d'intégrer l'USS Enterprise avec ses aptitudes) par Spock pour éviter une apparence de favoritisme, il finit cependant par l'intégrer avec lui à la dernière minute après insistance d'Uhura (ce qui lui sauve probablement la vie, l'Enterprise étant le seul vaisseau de la flotte présente près de Vulcain à ne pas être détruit par le vaisseau de Nero). À la suite de la perte de son monde, de nombre de ses semblables mais surtout de sa mère, Spock devenu commandant est rejoint par Nyota dans l’ascenseur après avoir consigné son rapport et ses impressions dans le journal de bord : arrêtant temporairement l’ascenseur, elle le prend dans ses bras et, empathique et en pleurs, se montre présente pour lui et désireuse de faire ce qui serait nécessaire pour l'aider (ce qu'elle fera en effectuant son travail du mieux possible).
Des années après ces événements, à la suite d'une mission non autorisée de l'USS Enterprise où Spock a failli mourir en croyant se sacrifier dans l'intérêt de l'équipage (Star Trek Into Darkness), sa logique vulcaine et son attitude stoïque provoqueront malgré lui des tensions avec Nyota (et à moindre mesure, son capitaine et ami), qui en viendront à interpréter — à tort — cette part de lui comme de l'insensibilité, ce que Spock rectifie avec eux durant leur descente furtive en territoire klingon pour leur mission officieuse consistant à capturer John Harrison.

## Citations/répliques
- "Des faits en quantité insuffisante mènent toujours au danger" [Space Seed, TOS]
- "Sans serviteurs, le mal ne peut pas se diffuser" [And the Children Shall Lead, TOS]
- "Lorsque vous éliminez l'impossible, quoiqu'il reste, même de plus improbable, doit être la vérité" [Star Trek VI : The Undiscovered Country]
- "Je n'ai jamais compris la capacité des femmes à éviter une réponse directe à toute question" [This Side of Paradise, TOS]
- "Les besoins du plus grand nombre surpassent ceux de quelques individus" [Star Trek II : The Wrath of Khan]
- "Puis-je dire que je n'ai pas complètement apprécié d'être en compagnie des humains ? Je trouve irritantes leurs émotions illogiques et irraisonnées"  [Day of the Dove, TOS]

## Dans la culture populaire
- Le groupe de musique punk Ludwig von 88 lui a consacré une chanson dans son album Houlala 2 : La Mission, intitulée Spock Around the Clock où le vulcain met l'équipage en péril par son désir soudain de succomber aux paradis artificiels (LSD, champignons, héroïne).
- Dans l'univers loufoque des Animaniacs, Spock est caricaturé comme le reste de l'équipage dans une histoire parodiant Star Trek et où ils ont affaire aux Frères Warner.
- Le bien-nommé Fan Boy interprète une chanson élogieuse du Vulcain et de son acteur dans le cinquième épisode (segment Ode to Leonard Nimoy) du dessin animé Freakazoid!.
- Dans la série télévisée Fringe, le personnage interprété par Leonard Nimoy est présenté avec les caractéristiques de Spock, par autodérision.
- Dans la première partie du double épisode Zone 51 de la sixième saison de la série télévisée X-Files : Aux frontières du réel, une allusion à Star Trek est faite dans une conversation en voiture entre les agents Fox Mulder et Dana Scully ; dans l'introduction de la seconde partie, une vidéo d'archives montre Mulder enfant qui s'amuse avec sa sœur déguisé en Spock. Des photos d'archives de la même époque sont vues à la reprise de la série en 2016 dans l'introduction du premier épisode de la saison 10 (La Vérité est ailleurs, 1re partie).
- Leonard Nimoy, l'interprète principal de Spock, fait plusieurs apparitions dans la série télévisée d'animation américaine créée par Matt Groening, Les Simpson (The Simpsons). La frontière entre l'acteur et son personnage dans Star Trek y est volontairement brouillée. L'acteur apparait également dans plusieurs épisodes de l'autre série d'animation célèbre de Matt Groening, Futurama, généralement en compagnie des autres acteurs principaux de la série originale Star Trek. Dans l'un des épisodes qui fait d'ailleurs directement hommage à la série, chacun d'eux est grimé et impliqué dans son rôle respectif.
- Spock et, par extension, ses interprètes Leonard Nimoy et Zachary Quinto, apparaissent ou sont mentionnés de diverses façons dans la série télévisée américaine The Big Bang Theory, principalement autour du personnage de Sheldon Cooper :
  - Lorsque Sheldon a l'occasion de se déguiser en personnage de la série originale (notamment à la fin de l'épisode Le Flirt de Léonard où il joue à l'officier de Starfleet en pleine exploration pendant une fête médiévale), c'est sur Spock que se porte son choix.
  - Le salut vulcain emblématique de Spock, créé à l'origine par l'acteur Leonard Nimoy lui-même pour son personnage, est utilisé explicitement et à plusieurs reprises par les protagonistes au cours de la série, surtout Sheldon (par exemple, à la fin de la vidéo d'adieu de Sheldon d'Exode dans le Montana et pour saluer Zack de loin dans Le Parasite extraterrestre, dans Permutation platonique sous forme de maniques utilisées par Leonard, à la première du film Star Wars, épisode VII : Le Réveil de la Force dans L'Effervescence de l'avant-première par Wil Wheaton déguisé en Spock, ou encore par le « Sheldon fanboy » — lui aussi vêtu comme Spock — pour faire acte de présence au « Conseil des Sheldon » dans le rêve de fin de L'Intégration de la relaxation). Sheldon l'utilise notamment comme attaque supplémentaire dans sa version (trouvée sur Internet) du jeu Pierre-papier-ciseaux, « Pierre-papier-ciseaux-lézard-Spock » (épisode L'Expansion Lézard-Spock).
  - Dans l'épisode La Triangulation des asperges où Sheldon fait une analogie explicite entre leur propre groupe et l'équipage de la série originale auprès de Leonard, il s'attribue le rôle de Spock.
  - Grâce à son admiration pour Spock, Penny arrive à prendre Sheldon à son propre jeu dans l'épisode Les Cadeaux de Noël concernant son principe sur la réciprocité des cadeaux et leur équivalence en valeur, en lui offrant une serviette usagée utilisée et signée par l'acteur Leonard Nimoy, interprète original du personnage, dans le restaurant The Cheesecake Factory où elle travaille (ce qui a une valeur incalculable aux yeux de Sheldon).
  - Au jeu des 20 questions, Sheldon l'utilise toujours comme personnage à deviner, ce qui fait qu'il perd automatiquement contre ses amis à ce jeu (épisode Excursion à Vegas).
  - Surpris en pleine messe basse avec Raj dans l'épisode La Fluctuation de l'ouvre-boîte électrique, Howard compare l'ouïe anormalement fine de Sheldon à celle d'un Vulcain, ce qui est souligné plus tard par Leonard. En tentant maladroitement de réconforter Sheldon plus tard dans ce même épisode, Penny lui gâche involontairement le nouveau film Star Trek en lui racontant une scène avec Kirk et Spock, et lui rappelle indirectement qu'il a raté sa sortie (ce qui fait pleurer Sheldon comme un bébé).
  - Quand dans l'épisode Bras cassé et Voie lactée, Sheldon tarde à emmener Penny blessée aux urgences en conduisant sa voiture avec une prudence excessive, en parlant du moteur elle l'assène d'un « Il ne va pas exploser ! Passe la vitesse supraluminique, Monsieur Spock ! » (référence erronée que Sheldon corrige aussitôt).
  - On apprend à la fin de l'épisode La Rencontre avec le grand Stan que, parmi sa collection personnelle de dédicaces de personnalités, Sheldon possède une ordonnance restrictive à son nom signée par Leonard Nimoy.
  - La boîte surprise ramenée d'un vide-grenier dans Le Fameux Anneau contient une figurine de Spock dont la tête est détachée du reste et remplacée par celle d'une figurine de Mister T.
  - Dans La Récurrence de Wheaton, dans un paradigme illustrant sa haine envers l'acteur Wil Wheaton (également lié à l'univers Star Trek), Sheldon lui confronte plusieurs exemples de paires de sujets opposables (un qu'il déteste et un qu'il apprécie). Parmi l'une de ces paires, il cite : pour le premier, la station Babylon 5 de la série éponyme ; pour le second, la navette Galilée commandée par Spock dans un épisode de la série originale Star Trek centré sur lui.
  - Dans l'épisode Un laser sur la lune, Raj évoque l'obligation de Spock de faire environ tous les sept ans l'expérience du pon farr comme argument visant à convaincre Sheldon d'accepter son rendez-vous avec Amy Farrah Fowler.
  - Dans Le Parasite extraterrestre, Sheldon mentionne le premier film Star Trek à Amy (précisant au passage qu'il est nul) et lui raconte pour l'exemple (vis-à-vis de son problème du moment) comment Spock réfrène ses pertes d'emprise sur lui-même à cause de sa moitié humaine : la discipline mentale de Kolinahr. Sheldon lui en fait justement une démonstration après qu'Amy ait qualifiée Star Trek de « science-fiction médiocre ».
  - Sheldon a créé une pièce de théâtre de fan-fiction de Star Trek inspirée de sa propre vie et mettant en scène Spock, qu'il joue avec Penny dans Le Catalyseur dramatique.
  - Sheldon entretient une admiration si grande pour ce personnage et son acteur original, que cette admiration aveugle sert dans L'Hypothèse de recombinaison de prétexte comique : ayant commandé un panneau grandeur nature du Spock de Nimoy, il reçoit celui de Zachary Quinto par erreur et s'estime, malgré ses efforts de l'instant, incapable de reconnaître la nouvelle interprétation du Vulcain par l'acteur.
  - Dans l'épisode Le Dysfonctionnement du téléporteur, le Vulcain apparait dans les rêves de Sheldon sous forme d'une figurine doublée par l'acteur original, qui l'encourage à s'amuser avec un jouet « collector » de sa propre série. Le décor où prennent place les rêves rappelle d'ailleurs ceux de la série originale.
  - On apprend dans Délire à Las Vegas que Sheldon, obsessionnel qui déteste pourtant le changement, se reçoit durant les conversations sur le sujet avec Leonard le rappel de son acceptation finale de la nouvelle interprétation de Spock par Zachary Quinto comme argument d'autorité.
  - Mal à l'aise dans l'épisode Ramifications et valse-hésitation à l'idée de devoir commencer une série qu'il ne connaît pas (ici, NCIS : Enquêtes spéciales) par son 246e épisode au lieu de la démarrer depuis le début, Sheldon imite naturellement Spock en concluant son raisonnement par le fameux « C'est illogique ! » du Vulcain.
  - À la suite du décès de Leonard Nimoy quelques jours auparavant, le producteur exécutif Chuck Lorre lui rend hommage dans l'un de ses billets d'humeur (ou « Vanity Cards ») post-générique traditionnels (le 493e[27], celui de l'épisode Sheldon et Amy s'en vont sur Mars), avec une photographie de l'acteur accompagnée de la phrase « L'impact que vous avez eu sur notre série et nos vies est intemporel et perdurera à travers le temps. ».
  - Sheldon, en plus de sa rupture avec Amy, est personnellement touché par le décès de Leonard Nimoy, qui fait le sujet de l'épisode Le « Spockumentaire » où Sheldon participe (grâce à Wil Wheaton) à un documentaire réalisé par son fils Adam Nimoy pour rendre hommage au travail de son père, ainsi qu'à l'influence de son plus célèbre personnage dans la culture populaire. Durant le dénouement, Sheldon montre ses connaissances en vulcain. À la fin, Sheldon qui a toujours pris le Vulcain pour modèle, se morfond en regardant un épisode de la série originale : dans l'extrait visible à l'écran, Spock discute avec Kirk.
  - Dans l'épisode Permutation platonique, Leonard qui cuisine dans l'appartement avec Penny pour leur Thanksgiving entre époux, exhibe des maniques Monsieur Spock (en forme de salut vulcain).
  - Dans Sheldon connaît la chanson, Amy compare l'admiration hystérique de Dave (l'homme qu'elle fréquente) pour Sheldon (son ex-compagnon), à celle que ce dernier voue lui-même à Leonard Nimoy.
  - Tandis que Leonard, Raj et Howard attendent le début de la séance à la première du film Star Wars, épisode VII : Le Réveil de la Force (épisode L'Effervescence de l'avant-première), Wil Wheaton qui était acteur de Star Trek : La Nouvelle Génération, les rejoint déguisé en Spock par provocation, narguant les amateurs de Star Wars présents avec un salut vulcain et détournant grossièrement à l'attention de l'un d'eux la salutation vulcaine « Longue vie et prospérité. ». Wil énonce de nouveau cette salutation (cette fois, dans sa version correcte) à l'attention de Sheldon dans le 200e épisode de la série, L'Anniversaire de Sheldon.
  - Durant sa montée des escaliers au début de Meemaw s'en va en guerre ! avec Leonard et Penny, on apprend que Sheldon possède deux paires de répliques d'oreille de Spock (une qu'il porte pour aller au Comic-Con, l'autre qu'il porte à la maison). Leonard porte les siennes dans l'épisode Flashbacks pour compléter son déguisement d'elfe de Noël.
  - En faisant l'inventaire de leurs affaires dans Un nouveau colocataire, Sheldon retrouve un coucou à tête de Spock acheté au Comic-Con avec Leonard et qui dit « Longue vie et prospérité. » lorsqu'il sonne.
  - En discutant durant leur rendez-vous au restaurant dans Les Zones d'intimité, Sheldon et Amy laissent entendre qu'il aurait une nouvelle ordonnance restrictive, celle-ci signée par Zachary Quinto depuis que Sheldon l'aurait suivi dans des toilettes publiques.
  - Dans le rêve de Sheldon à la fin de L'Intégration de la relaxation, il préside un « Conseil des Sheldon » où sont réunies les différentes facettes de sa personnalité : l'une d'elles, le « Sheldon fanboy », est accoutrée en Spock (de Nimoy) et fait acte de présence avec un salut vulcain explicite.
- Également dans la série dérivée préquelle Young Sheldon (pour les mêmes raisons) :
  - Au tout début de l'épisode Les Héros trichent aussi (nommé « Spock, Kirk, and Testicular Hernia » en version originale), Sheldon et Connie finissent de regarder Le Retour des Archons (épisode de la série originale) : la scène de fin visible sur le poste de télévision se focalise sur l'habituel échange entre Kirk et Spock sur la passerelle de l'USS Enterprise. Sheldon discute avec sa grand-mère sur les raisons pour lesquelles il s'identifie à ce point à Spock, là où Connie assume une préférence pour le personnage du capitaine. Plus tard dans l'épisode, Sheldon lui dit être persuadé que Spock est le personnage principal, puis ils se servent des deux officiers comme antonomases d'une interrogation morale.
  - Dans Mystique et mathématiques, tandis que Sheldon collecte le plus large éventail possible d'informations religieuses, Ira, un flirt juif de Connie, cite William Shatner et Leonard Nimoy (« Kirk et Spock » pour Sheldon) en tant que célébrités juives (ce qui incite Sheldon à se convertir pendant un instant).
  - Sheldon conclut son monologue de rébellion au micro de l'école par un « Longue vie et prospérité. » dans Sheldon acteur.
- Spock est mentionné ou parodié dans certains épisodes des monos humoristiques francophones Les 2 minutes du peuple de François Pérusse.
- Dans la saga audio humoristique francophone Star Truk, détournement de la première génération d'équipage de Star Trek mettant en scène les aventures des membres de l'USS PME (équivalent parodique de l'USS Enterprise), Spock est présent et parodié comme tous les autres protagonistes (sous le nom de « Smoke »).
- Spock a été discuté dans des livres de science-fiction et de biologie spéculative, tels "Anatomie comparée des espèces imaginaires de Chewbacca à Totoro" de Jean-Sébastien Steyer, qui analyse les oreilles pointues de personnage. Une critique de cet ouvrage mentionne l'existence d'un tel hybride humain-vulcain est bien plus surprenante, vu que ces deux espèces résultent de 4 milliards d'années d'évolution indépendante[28].
- Spock apparait comme un costume dans le jeu vidéo Fall Guys, il peut être obtenu dans le Season Pass de la Saison 2 "Ruée vers le satellite".